# Ramón Nogués
Ramón Nogués i Biset (Mora de Ebro, 26 de julio de 1891 - Barcelona, 22 de agosto de 1963) fue un abogado y político de Cataluña, España.
Cursó la licenciatura en Derecho en la Universidad de Zaragoza y después se estableció en Barcelona, donde colaboró con los diarios El Poble Català y La Lucha, vinculándose políticamente a Solidaritat Catalana. En 1916 fue procesado pos las autoridades militares tras un discurso independentista en Gandesa, debiendo exiliarse por un tiempo en Francia. A su vuelta abandono Solidaritat y fue uno de los fundadores del Partit Republicà Català.
Fue elegido diputado a las Cortes en las elecciones de 1918 por la circunscripción de Tarragona, dentro de la candidatura del Partido Republicano Democrático Federal.[cita requerida] Cuando se proclamó la Segunda República en 1931, fue nombrado presidente de la Diputación Provincial de Tarragona. Ese mismo año, en las primeras elecciones de la República fue elegido diputado a Cortes dentro de la candidatura de Extrema Esquerra Radical Socialista, vinculada a Esquerra Republicana de Catalunya (ERC). Su amistad con Marcelino Domingo que provenía de la militancia de ambos en el Partit Republicà Català, le llevó a ingresar en el Partido Republicano Radical Socialista (PRRS) en 1932. Con esta formación renovó escaño en las elecciones de 1933. Abandono a los radical socialistas para unirse nuevamente a ERC, formación con la que fue obtuvo el escaño en 1936, resultando elegido vicepresidente de las Cortes. Una vez finalizada la Guerra Civil en 1939 se marchó a Francia y presidió la Cortes Republicanas en el exilio. Regresó a España en 1955.